# Ejército Ucraniano de Liberación
El Ejército Ucraniano de Liberación (ucraniano: Українське Визвольне Військо, УВВ, en alemán,Ukrainske Vyzvolne Viysko, UVV) fue una organización coordinadora creada en 1943 que proporcionaba un nombre colectivo para todas las unidades ucranianas que prestaban servicio en el ejército alemán durante la Segunda Guerra Mundial. No existía una única organización con ese nombre. La designación fue utilizada por los nacionalistas ucranianos en referencia a una serie de compañías locales y Ostbataillonen (Batallones del este) de voluntarios Hiwi que desean liberar sus propios territorios del régimen soviético. Incluyeron prisioneros de guerra ucranianos alistados (prisioneros de guerra) del Ejército Rojo. El núcleo del Ejército de Liberación vestía en la manga la insignia УВВ (en la derecha, desde 1945) que se originó en la 14.ª División de Granaderos de Waffen de las SS (1.era ucraniana) reorganizada en abril de 1945 en el Ejército Nacional de Ucrania (UNA), activo hasta la rendición alemana en mayo de 1945.

## Unidades
Las fuerzas colaboracionistas ucranianas estaban compuestas por un número estimado de 180 000 voluntarios que servían con unidades repartidas por toda Europa. En abril de 1945, numerosos restos de la UVV se incorporaron al efímero Ejército Nacional de Ucrania, comandado por el general Pavló Shandruk, que se disolvió en mayo de 1945.